# Bogdán László (politikus)
Bogdán László (Pécs, 1974. június 3. – Cserdi, 2020. július 14.) cigány családból származó politikus, több cikluson át Cserdi polgármestere, cigány polgárjogi aktivista.

## Élete
Gyermekkorában költöztek családjával Cserdibe. Szegény cigány családban nőtt fel, apja bányászként dolgozott.  1988-ban végezte el a Bükkösdi általános iskolát, de anyagi okokból nem tanulhatott tovább. Önképzéssel fejlesztette tudását.
1992-től a Nokia egyik beszállítójánál, a finn tulajdonban lévő Elcoteq Magyarországnál kezdett dolgozni, ahol fokozatosan ismerték fel ösztönös vezetői képességeit, így végigjárta a hierarchia összes lépcsőfokát, 2010-ben már mint termelési vezető vált meg munkahelyétől.
Bogdán amatőr művészként is kipróbálta magát: a falu holokauszt-emlékművéhez készített gravírozásos technikához illeszkedő vegyes technikával nagy méretű többalakos absztrakt alkotást.
2020. július 13-án eltűnt, holttestét 2020. július 14-én reggel az önkormányzat egyik (jelenleg feldolgozóüzemként működő, korábbi polgármesteri hivatal) épületében találták meg.

### Polgármesterként
2002-ben függetlenként Cserdi alpolgármestere, majd 2006-tól haláláig a falu polgármestere volt.
Cserdiben a gyakorlatban valósította meg fejlesztési elképzeléseit. Oktatást indított a családoknak háztáji gazdaság üzemeltetéséhez szükséges szakismeretek megszerzésére. A falu tulajdonában lévő földeken mezőgazdasági termelésbe kezdtek, hagymát, krumplit termesztenek, állattartással foglalkoznak, fóliasátort építettek. A megtermelt feleslegből szegény családokat támogatnak országszerte, Pécsett, de még Budapesten is.
Polgármesterként támogatta a közmunka intézményét, és falujában kertészeti közmunka-lehetőséget biztosított. Közösen hozták rendbe a falu házait.
Tevékenységének következtében a korábban az egyik legrosszabb bűnügyi statisztikájú faluban mára a munkanélküliség szinte teljes felszámolásával párhuzamosan, csaknem teljesen megszűnt a bűnözés is.
A 2010-es választások idején 50 milliós lopási üggyel gyanúsították, de ennek ellenére 71%-kal választották meg a csaknem 370 lelkes településen.
A 2014-es választásoknál tévedésből a cserdi önkormányzatot hozták összefüggésbe a valójában Csertőn elkövetett szoborfeldarabolási üggyel.

### Politikusként
Kezdetektől ellentétbe került a hivatalos, politikai pártokhoz kötődő cigány szervezetekkel, de neheztelésüket váltotta ki azoknak a nézeteinek a nyilvános hangoztatásával is, mely szerint ezek a „díszcigány” szervezetek elherdálják a cigányoknak szánt állami támogatásokat, feleslegesek, sőt kártékonyak, s ezért fel kell számolni őket.
Viszonya a hivatalos, pártokhoz kötődő szervezetekkel egyre inkább romlott, a szabadszájúságig szókimondó polgármester vitathatatlan eredményei ellenére (esetleg éppen ezért) sokak haragját váltotta ki a cigány vezetők és a szélsőjobboldali sajtó részéről is. Ugyanakkor a cigányok egyre nagyobb része gondolta úgy, hogy Bogdán módszerei a célravezetőek a cigányság felzárkóztatásához, felemelkedéséhez.
Sikerei ellenére vitatták, és támadták öngondoskodásra alapozott támogatási elképzeléseit is. Véleménye szerint sikereinek titka a jelenlét, a személyes részvétel a közösség munkájában és a problémák szépítgetés nélküli kimondása. Különösen nagy figyelmet fordított az iskoláztatásra, a tehetséggondozásra, a cigány kisebbség többséggel kialakított kölcsönös tiszteleten alapuló kapcsolatára.

### Köcsögmentesítési program
2013 májusában országos vitát váltott ki a sokak szerint brutális bűnmegelőzési programja, amelynek keretében cigány gyerekeket illetve szüleiket vitte sokkoló börtönlátogatásra fiatalkorúak és felnőttkorú elítéltek börtönébe.
A program célja az volt, hogy a börtönviszonyokkal szembesülés elrettentő hatást váltson ki a fiatalokban és a szüleikben. A figyelemfelhívó címválasztás is tudatos volt; Bogdán szerint a börtönön belüli erőszak általános, megfogalmazásában az a köcsög „akit a börtönben akaratán kívül lerendeznek”, ez ellen pedig a leghatékonyabb védekezés, ha nem kerül börtönbe az ember.

### Őcsényi menekültügy
2017 őszén Őcsényben a Migration Aid nyaraltatni kívánt volna néhány oltalmazott státusszal rendelkező menekültet. Miután a falugyűlésen megjelent körülbelül 80-100 fő nagy része a menekültek nyaraltatása ellen foglalt állást, Bogdán a Hír TV Szabadfogás című műsorában azt nyilatkozta, hogy Cserdiben szívesen látnák az Őcsényben nemkívánatos menekült családokat, büszkék lennének arra, ha náluk pihennének néhány napot.
A műsorvezető (Pörzse Sándor) azon kérdésére, hogy mit szólnak ehhez a cserdiek, Bogdán azt válaszolta: „ők velem együtt 800 éve migránsok ebben az országban”.
Bogdán Lászlót állítása szerint pár nappal a kijelentése után egy fórum végén leköpték, távozásakor pedig hátulról megrugdosták, illetve később el akarták gázolni egy gyalogátkelőn. Bogdán állítását a Roma Parlament cáfolta.

## Díjak, elismerések
- Az év hőse (2009) – Reader's Digest[10]
- Év embere Baranyában (2013)[11]
- Magyar Civil Becsületrend (2015)[12]
- Trefort Ágoston-díj (2016)
- Magyar Tehetség Nagykövete (2015–)[13]
- Raoul Wallenberg-díj (2020)[14]
- Magyar Jótékonysági Díj (2020)